# William Cleaver Francis Robinson
William Cleaver Francis Robinson (Condado de Westmeath, 14 de enero de 1834–Londres, 2 de mayo de 1897) fue un administrador colonial británico de origen irlandés. Se desempeñó como gobernador en Australia Meridional, Australia Occidental (en tres oportunidades) y las islas Malvinas (en litigio con Argentina). También se desempeñó como compositor musical.

## Biografía
Robinson era el quinto hijo del Almirante Hercules Robinson. En 1858 ingresó al Colonial Office como secretario privado de su hermano mayor, Hercules Robinson, primer barón Rosmead, que entonces era teniente gobernador de San Cristóbal y Nieves.
Se casó en 1862, y en 1866 fue nombrado gobernador de la colonia de las islas Malvinas. El 10 de junio de 1873 fue nombrado primer teniente gobernador de la Isla del Príncipe Eduardo, y fue condecorado como Compañero de la Orden de San Miguel y San Jorge.
Luego fue nombrado Gobernador de Australia Occidental por tres mandatos (de 1875 a 1877, de 1880 a 1883 y de 1890 a 1895) que incluyeron la transición de la colonia a un autogobierno en 1890. Fue nombrado caballero comendador de la Orden de San Miguel y San Jorge en 1877 Y caballero gran cruz de la misma orden en 1887.
Entre sus tres mandatos en Australia Occidental, ocupó los cargos de Gobernador de las Colonias del Estrecho (1877-1879) y Gobernador de Australia Meridional (1883-1889), durante el cual actuó como Presidente de la Comisión creada para organizar la Exposición Internacional de Jubileo de Adelaida de 1887, y fue en gran parte responsable de instituir el curso de Bachiller en Música en la Universidad de Adelaida.
Se retiró del servicio colonial en 1895 a los 61 años de edad, y falleció dos años más tarde en South Kensington, Londres.